# 潞安府城隍庙
36°11′00″N 113°06′35″E / 36.18333°N 113.10972°E
潞安府城隍庙位于中国山西省长治市潞州区东街街道大北街庙道巷，已列为全国重点文物保护单位，是晋东南地区现存等级最高、保存最完整的城隍庙。

## 历史
长治原为潞安府治所，城隍庙始建于元至元二十二年（1285年），明弘治五年（1492年）、清道光十四年（1834年）有扩建和重修。

## 建筑
潞安府城隍庙坐北朝南，占地12229平方米，前后三进院落。现存建筑中大殿和角殿为元代建筑，余为明清建筑。
沿南北中轴线的建筑依次为山门、玄鉴楼、戏楼、献殿、中大殿、寝宫。
第一进的山门、玄鉴楼为明代所建，木雕、琉璃瓦奢华富丽。
第二进宽阔疏朗。献殿建于明代，面阔、进深均为三间。中大殿建于元代，面阔五间，进深六椽，单檐悬山顶。
第三进的寝宫建于明代，面阔五间，悬山顶。
近年在山门以南又复建了宏门和两座牌坊。

## 保护
2001年6月25日，潞安府城隍庙公布为第五批全国重点文物保护单位，编号5-233。